# 渡辺早織
渡辺 早織（わたなべ さおり、1988年1月19日 - ）は、日本の女性タレント、モデル、女優、リポーター。
東京都出身。中央大学商学部卒。ABP inc.所属。

## 略歴
2007年
- 集英社『non-no』にてノンノ・フレンドに選ばれる。
- 第5回ミスTGCグランプリ受賞

2012年
- ホンダカーズ中部CMキャラクター。

2013年
- 4月、日本テレビ『ZIP!』にてレギュラー出演（2018年3月まで。在籍期間は5年間だった）。

2014年
- フジテレビ『志村けんのバカ殿様』にレギュラー出演。この番組を機に志村ファミリーに加入。

2018年
- この年の夏頃からYouTubeの自身のチャンネル「さおちゃんねる」にて不定期でゲーム実況を行なっている。チャンネル登録者数は2022年7月現在で1900人前後である。

2019年
- 11月18日より『NBA情報局DAILY9』アシスタントを担当。

2020年
- 3月15日より『NBA情報局DAILY9next〜もよこと早織と耀子とRikutoAF〜』配信。

2021年
- 2月16日 YouTubeチャンネル「ふわふわNBA」を佐々木もよこ・山下耀子と共に開設。

2023年
- 6月18日 公式インスタグラム上で一般男性との入籍を発表。

## 出演

### 映画
- ハンサム★スーツ（2008年11月1日、アスミック・エース）
- ヤッターマン（2009年3月7日、松竹 / 日活）
- 渋谷（2010年1月9日、ビーワイルド）
- 廻航のケスタ（2011年、短編自主映画） - 主演：魚住マキ 役
- 流れ星が消えないうちに（2015年11月21日、アークエンタテインメント） - 奥村麻里 役
- あみはおばけ（2023年12月15日、パル企画） - 坂下葵 役[2][3]

### テレビドラマ
- 大河ドラマ（NHK）
  - 八重の桜 最終話（2013年12月15日）
  - 光る君へ（2024年1月21日 - ） - 茅子 役[4]
- BORDER 警視庁捜査一課殺人犯捜査第4係 （2014年4月10日 - 6月5日、テレビ朝日） - 橋爪 役
- 続・最後から二番目の恋 第9話（2014年6月12日、フジテレビ） - 石原芽 役
- 99.9-刑事専門弁護士- SEASON II 第6話（2018年2月25日、TBS） - 柴田 役
- やすらぎの刻〜道　第33週・第160話～（2019年11月18日 - 、テレビ朝日） - 木宮詩子 役
- 神様のカルテ 第4夜（2021年、テレビ東京） - 沢田アキ 役
- 津田梅子〜お札になった留学生〜（2022年3月5日、テレビ朝日） - 伊藤梅子 役
- 恋と友情のあいだで「里奈Ver.」（2022年3月21日 - 、フジテレビTWO・フジテレビTWOsmart・FOD）[5]
- 元彼の遺言状 第4話（2022年5月2日、フジテレビ） - 受付嬢・水村 役
- オールドルーキー 第8話（2022年8月21日、TBS） - イタリア語通訳者 役[6]
- 真相は耳の中 第5話・第6話（2022年11月19日・26日、テレビ東京） - 華谷梅子 役[7][8]
- ラストマン-全盲の捜査官- 第2話（2023年4月30日、TBS） - 川島春香 役

### 教育番組
- 旅するためのイタリア語（2020年9月29日 - 2023年9月、NHK Eテレ）[9][10]
- まいにちイタリア語（2022年4月 - 9月、NHKラジオ第2放送）[11]
- しあわせ気分のイタリア語（2023年10月 - 2024年3月、NHK Eテレ）[12]

### スポーツ番組
- NBA情報局 DAILY9（2019年11月18日 - 2020年12月、NBA Rakuten） - アシスタント
- NBA情報局 DAILY9 Next ～もよこと早織と耀子とRikuto AF～（2020年3月15日 - 2020年12月、NBA Rakuten） - レギュラー

### 舞台
- 失禁リア王（2013年9月5日 - 17日、吉祥寺シアター） - コーンウォール公 役

### 吹き替え
- モンスター・ホテル クルーズ船の恋は危険がいっぱい?!（2018年、ソニー・ピクチャーズ エンタテインメント） - フランケン・レディ 役[13]

### その他テレビ番組
- ZIP!（2013年4月1日 - 2018年3月29日、日本テレビ）[14]
- 志村けんのバカ殿様（2014年1月14日 - 、フジテレビ） - 腰元
  - 福笑い!家族そろって大爆笑SP!!（2014年1月14日）
  - 秋の大収穫祭SP!!（2014年10月28日）
  - 新春爆笑スペシャル!! （2015年1月13日）
  - エイプリルフールスペシャル!!（2015年4月1日）
- 世界ふしぎ発見！（2014年10月18日、2015年4月18日、TBS） - ミステリーハンター
- うまいッ!（2015年6月 - 、NHK） - 食材ハンター（リポーター）
- さまぁ～ずコントTV vol.2（2017年1月1日、フジテレビ）[15] - マイナスターズ キーボード担当：サオリン・ヨーコ
- 王様のブランチ（2017年10月7日 -2019年9月28日 、TBS） - [買い物の達人]コーナー（案内人）
- 世界の国境を歩いてみたら…（2019年1月7日・1月14日 、BS11）[16]
- 早川光の最高に旨い寿司（2019年1月7日 - 7月15日、BS12 トゥエルビ）[17]
- ザ・プロファイラー 〜夢と野望の人生〜（2021年3月11日・2022年4月7日、NHK BSプレミアム）[18][19]
- うまいッ!（2023年12月11日、NHK総合） - 食材ハンター リポーター 「世界品質！極上の香りとコク！オリーブオイル〜香川・小豆島〜」

### CM
- オリエンタルランド 東京ディズニーシー ディズニー・ア・ラ・カルト（2008年9月 - 10月）
- 大塚製薬 SOYJOY（2009年1月 - ）
- 毎日コミュニケーションズ マイナビ2011（2009年6月 - ）
- Canon PIXUS（2010年）
- TOYOTA カローラルミオン（2010年1月 - ）
- 花王 ビオレ（2010年3月 - ）
- エーザイ チョコラBB（2010年4月 - ）
- HONDA ホンダカーズ（2012年4月 - ）[注 1]
- WOWOW summer ID 2013（2013年8月 - ）
- モンデリーズ・ジャパン クロレッツXP（2013年8月 - ）
- Calbee Jagabee（2013年12月 - ） - 吉田 役[20][21]
- 東急リバブル「イルカ」篇（2019年8月6日 - ）[22]

### PV
- Terry&Francisco 「線香花火」（2007年8月8日）[23]
- James Blunt 「CARRY YOU HOME」（2007年9月19日）[注 2][24]
- 羊毛とおはな 「手をつないで」（2008年4月8日）
- Shamo 「dear M」（2009年3月25日）
- John-Hoon 「二人記念日」（2013年1月16日）[注 3]

### 雑誌
- non-no（2007年 - 2010年、集英社）

### WEB
- 恋と友情のあいだで「廉Ver.」（2022年3月、ひかりTV）[5]